# Rousse de Saint-Léonard
La Rousse de Saint Léonard (ou Rousso, de Rossa en occitan limousin : jaune / dorée) est une variété de châtaigne de la commune limousine de Saint-Léonard-de-Noblat. 

## Histoire
Elle fut répertoriée pour la première fois en 1840 par Edouard Lamy, habitant de la commune . Aujourd'hui des passionnés tentent de sauver cette variété. Il n'y a plus à ce jour qu'un châtaignier à rousse ancien connu sur la commune.
Les châtaigneraies à rousse pouvaient être appelées rossiera en occitan limousin.